# Danyel Gérard
Gérard Daniel Kherlakian (París, 7 de marzo de 1939), conocido por el nombre artístico de Danyel Gérard, es un cantante y compositor francés de música pop.

## Biografía
De padre armenio y madre italiana, Gérard nació  en 1939 en París, Francia, aunque creció en Río de Janeiro, Brasil. En 1953, regresó a París, donde ingresó en el coro de la Catedral de Notre Dame. Posteriormente, se inició en el rock and roll formando parte de la banda The Dangers. En 1958 realizó su primera grabación, "Viens" (una versión del tema de los Kalin Twins, "When") y "D'où reviens-tu Billy Boy" (versión del tema de Dorothy Collins, "Where Have You Been, Billy Boy"), convirtiéndose en uno de los primeros cantantes franceses en tener éxito interpretando rock and roll. Aunque en sus inicios tuvo un impacto comercial discreto, posteriormente se le ha llegado a calificar como el Elvis Presley francés, uno de los pioneros del género en Francia.
Tras publicar un EP presentando una versión del tema de Don Gibson, "Oh Lonesome Me" ("O pauvre moi"), entre 1959 y 1961 tuvo que cumplir el servicio militar en el Norte de África. A su regreso, reanudó su carrera musical publicando en 1961 el sencillo, "Oh Marie-Line" aunque para entonces su popularidad había sido superada por nuevas estrellas emergentes como Johnny Hallyday. Comenzó entonces a componer para otros artistas,  como el propio Hallyday, Sylvie Vartan, Dalida, Richard Anthony, Caterina Valente, Marie Laforêt y Udo Jürgens.
Tras lograr su primer gran éxito con la versión en francés del tema de Pat Boone, "Speedy Gonzales" ("Le petit Gonzalès"), en 1963 se convirtió en el primer artista que firmó  con el nuevo sello discográfico Disc AZ, publicando sus mejores trabajos de este periodo. Cuando su popularidad volvió a caer, en la segunda mitad de los años 60, se convirtió en productor discográfico. Regresó en 1970 con el sencillo "Même un clown" pero el mayor éxito de su carrera lo logró en 1971 con "Butterfly".

"Butterfly" fue grabado en varios idiomas y logró ventas superiores a los siete millones de copias en todo el mundo. Alcanzó el número uno de las listas de éxitos de países como Alemania, Suiza, Suecia o Francia y se colocó entre los primeros puestos en el Reino Unido y los Países Bajos. En Estados Unidos, llegó al puesto 78 y fue certificado disco de oro por la Recording Industry Association of America.
Tras el éxito de "Butterfly" lanzó una serie de sencillos con cierta relevancia en Europa pero que nunca llegaron a tener la repercusión de este. Durante la década de los 70 publicó varios álbumes, entre los que destacan, además de Atmosphère, que contiene "Butterfly",  Atmosphère 2, publicado en 1971, del que se extrajo el sencillo "D'Amérique au coeur du Japon" y Gone With the Wind, publicado en 1977 con el nostálgico "Les temps changent" como tema de referencia. Además Gérard continuó realizando composiciones de éxito para otros artistas.
Regresó a los escenarios el 20 de noviembre de 1978 con un concierto en el Teatro Olympia de París que contó con la colaboración de una gran orquesta dirigida por el compositor francés Yvan Julien, así como un grupo de artistas de circo que se unieron a Gérard para el número final. El músico Anton Karas interpretó su tema "Harry Lime Theme" de la banda sonora de la película El tercer hombre.
Gérard aún publicó en 1978 un último sencillo de éxito "Mélodie mélodie", incluido en el álbum homónimo y realizó una gira por Francia durante 1978 y 1979 acompañado de varios músicos de la formación orquestal que había utilizado para su concierto en el Olympia. En los primeros años 80 publicó varios trabajos antes de retirarse a disfrutar de los cuantiosos beneficios obtenidos por sus royalties.

## Discografía
- 1964 - On S'en balance
- 1970 - Atmosphère - CBS
- 1971 - Atmosphère 2 - CBS
- 1972 - Starportrait - CBS (en alemán)
- 1972 - Danyel Gérard - MGM/ CBS (en inglés)
- 1973 - Sus mayores Éxitos - MOVIE PLAY (en español)
- 1974 - Les années folles de 1960 à 1965 - GYPSY
- 1975 - Constatations - GYPSY
- 1976 - Rien qu'une vie ... - GYPSY
- 1977 - Gone with the wind - GYPSY
- 1978 - Melodie Melodies - GYPSY
- 1979 - Marylou - GYPSY (recopilatorio)
- 1982 - Regard
- 1983 - Nostalgia in America
- 1989 - Les plus grands succès de Danyel Gérard  (recopilación) - CARRERE
- 1990 - Les plus belles chansons de Danyel Gérard (recopilación) - JUST'IN
- 1991 - Good or Bad - WMD
- 1993 - Génération inoubliable (recopilación) -  WH Productions
- 1996 - Les plus grandes chansons (compilation) - Une Musique
- 1999 - Il pleut dans ma maison - Disc AZ
- 2004 - Legend Generation (recopilación) - Wagram